# Plastic Beach
Plastic Beach és el tercer àlbum d'estudi de la banda de virtual britànica Gorillaz. La seva publicació es va realitzar el 3 de març de 2010 mitjançant les discogràfiques Parlophone i Virgin. Es va concebre a partir del seu treball no finalitzat anomenat Carousel. Inclou l'aparició especial de diversos artistes com Snoop Dogg, Gruff Rhys, Bobby Womack, Mos Def, Lou Reed, Mick Jones, Mark E. Smith, Paul Simonon, Kano i Hypnotic Brass Ensemble. Les lletres de les cançons tracten sobre el consumisme i l'ecologia.
El disc va debutar al número dos de les llistes UK Albums Chart del Regne Unit i Billboard 200 dels Estats Units, a més d'estar entre les deu millors cançons en molts països del món. Fou molt bon rebut per la crítica musical i s'han venut gairebé un milió de còpies a tot el món.

## Informació
Els creadors de Gorillaz, el músic Damon Albarn i l'artista videogràfic Jamie Hewlett, van començar a treballar en un nou projecte anomenat Carousel cap al novembre de 2007. Aquest treball va evolucionar cap Plastic Beach, el tercer àlbum d'estudi de Gorillaz. El projecte inicial estava enfocat cap a una pel·lícula sense una història narrativa, però el treball era molt voluminós i difícil de portar a terme. Moltes històries relacionades amb una de gran, música, acció en viu, animació, tot de diferents estils. Albarn va explicar que havia escrit unes 70 cançons per aquest projecte i Hewlett tenia grans idees pels vídeos, però al final es va quedar en una gran idea.
El nou àlbum fou confirmat el 17 de setembre de 2008 i els dos creadors van explicar que el títol (en català, platja de plàstic) provenia de tota la quantitat de plàstic que hi havia a la sorra d'una platja. Tanmateix, Hewlett va mostrar el seu enuig per haver de tornar a dibuixar els mateixos membres de la banda quan ja havia ideat nous personatges, però també va comentar que els adaptaria tenint en compte el pas del temps. Pel que fa a la música, Albarn va explicar que tenia la intenció de treballar amb persones molt eclèctiques i sorprenents. Com en els anteriors discs, el nou àlbum inclou una elevada quantitat de col·laboracions, ja siguin músics o grups musicals, com per exemple: Snoop Dogg, Hypnotic Brass Ensemble, Kano, Bashy, Bobby Womack, Mos Def, Gruff Rhys, De La Soul, Little Dragon, Mark E. Smith, Lou Reed, Mick Jones, Paul Simonon, sinfonia ViVA i l'orquestra nacional libanesa per la música aràbiga oriental.

Logo de Plastic Beach utilitzat en els vídeos promocionals.

Albarn va començar el procés de gravació del nou material cap al juny de 2008. El març de 2009 va viatjar a Beirut per enregistrar amb l'Orquestra Nacional de música aràbiga oriental. Posteriorment va realitzar les sessions de gravació amb les diferents col·laboracions del disc, que es van realitzar en pocs dies. Bobby Womack va indicar que no coneixia res sobre Gorillaz abans d'enregistrar amb Albarn i que es va replantejar la seva col·laboració, però la seva filla el va convèncer perquè era seguidora del grup. La majoria dels músics que van ser convidats per Albarn van acabar la gravació sense saber del cert que les cançons apareixerien en el nou disc de Gorillaz, de fet, diverses cançons no van ser incloses en la llista de cançons final. Per exemple, The Horrors, Una Stubbs o Barry Gibb van anunciar la seva col·laboració amb Gorillaz però no apareixen en els crèdits de l'àlbum. Addicionalment, altres artistes com De La Soul, Posdnuos o Mos Def apareixen en menys cançons de les que van enregistrar.
Albarn va indicar en una entrevista que aquest disc era un dels seus treballs més pop que havia gravat des de feia molts anys, però que gràcies a la seva experiència havia pogut presentar quelcom profund. La inspiració li va arribar quan va visitar Mali per primera vegada, on va veure molta gent agafant qualsevol andròmina d'un abocador per reciclar-la i vendre-la posteriorment. Tornant a Anglaterra, també va visitar diversos abocadors de Londres per enregistrar els sons les gavines que freqüenten aquests llocs.
La promoció del disc va començar el 14 de gener de 2009, quan Damon Albarn va aparèixer com a DJ convidat al programa BBC Radio 1, on va estrenar tres cançons noves: "Electric Shock", "Broken" i "Stylo". "Stylo" fou fortament editada fins a la versió final, mentre "Broken" es va mantenir intacta i "Electric Shock" no fou inclosa finalment a Plastic Beach. Durant la mateixa setmana, el web oficial del grup fou redissenyat temàticament pel nou àlbum i en els següents dies es van penjar nombrosos curts.
Plastic Beach va debutar al número dos de la llista britànica UK Albums Chart i l'estatunidenca U.S. Billboard 200. Després de mig any, es van vendre al voltant d'un milió de còpies a tot el món. La crítica va rebre molt positivament el nou treball de Gorillaz. Per exemple, alguns mitjans van indicar que Albarn havia crescut com a compositor esdevenint un mestre dels estats d'ànims. També van destacar la qualitat dels artistes invitats que havien participat en el desenvolupament de l'àlbum. Tanmateix, no tots els mitjans van estar d'acord amb l'evolució de la música d'Albarn. Van assenyalar que les cançons eren confuses i que Albarn no tenia un rumb clar deixant de banda els seus dons melòdics i lírics. També es va indicar que les cançons tenien una aparença atractiva, però el conjunt era un embolic.

## Llista de cançons
| Núm.          | Títol                                                        | Composició                       | Durada |
| ------------- | ------------------------------------------------------------ | -------------------------------- | ------ |
| 1.            | «Orchestral Intro»                                           | Gorillaz                         | 1:09   |
| 2.            | «Welcome to the World of the Plastic Beach» (amb Snoop Dogg) | Gorillaz, Snoop Dogg             | 3:35   |
| 3.            | «White Flag» (amb Bashy i Kano)                              | Gorillaz, Bashy, Kano            | 3:42   |
| 4.            | «Rhinestone Eyes»                                            | Gorillaz                         | 3:19   |
| 5.            | «Stylo» (amb Mos Def i Bobby Womack)                         | Gorillaz, Mos Def                | 4:29   |
| 6.            | «Superfast Jellyfish» (amb De La Soul i Gruff Rhys)          | Gorillaz, De La Soul, Gruff Rhys | 2:54   |
| 7.            | «Empire Ants» (amb Yukimi Nagano)                            | Gorillaz, Nagano                 | 4:43   |
| 8.            | «Glitter Freeze» (amb Mark E. Smith)                         | Gorillaz, Smith                  | 4:02   |
| 9.            | «Some Kind of Nature» (amb Lou Reed)                         | Gorillaz, Reed                   | 2:59   |
| 10.           | «On Melancholy Hill»                                         | Gorillaz                         | 3:53   |
| 11.           | «Broken»                                                     | Gorillaz                         | 3:16   |
| 12.           | «Sweepstakes» (with Mos Def)                                 | Gorillaz, Mos Def                | 5:19   |
| 13.           | «Plastic Beach»                                              | Gorillaz                         | 3:46   |
| 14.           | «To Binge» (amb Yukimi Nagano)                               | Gorillaz, Nagano                 | 3:55   |
| 15.           | «Cloud of Unknowing» (amb Bobby Womack)                      | Gorillaz                         | 3:05   |
| 16.           | «Pirate Jet»                                                 | Gorillaz                         | 2:32   |
| Durada total: | Durada total:                                                | Durada total:                    | 56:46  |

| 17.           | «Pirate's Progress» | Gorillaz      | 4:03  |
| 18.           | «Stylo» (videoclip) |               | 5:02  |
| Durada total: | Durada total:       | Durada total: | 65:51 |

| 17.           | «Pirate's Progress»                              | 4:03  |
| 18.           | «Three Hearts, Seven Seas, Twelve Moons»         | 2:14  |
| 19.           | «Stylo» (amb Mos Def i Bobby Womack) (videoclip) | 5:01  |
| 20.           | «Doncamatic» (amb Daley)                         | 3:22  |
| Durada total: | Durada total:                                    | 68:05 |

| 1. | «The Making of Plastic Beach» | 34:00 |

## Posicions en llista
| Llista (2010)     | Posició |
| ----------------- | ------- |
| Alemanya          | 3       |
| Austràlia         | 1       |
| Canadà            | 3       |
| EUA Billboard 200 | 2       |
| França            | 2       |
| Itàlia            | 12      |
| Nova Zelanda      | 4       |
| Portugal          | 4       |
| Regne Unit        | 2       |

## Personal

### Gorillaz
- 2D - cantant, teclat, sintetitzador, guitarra addicional
- Murdoc Niccals - baix, sintetitzador, caixa de ritmes
- Cyborg Noodle - guitarra, sintetitzador, teclat addicional

### Músics addicionals
| - Snoop Dogg – veus (cançó 2) - Bashy – veus (cançó 3) - Kano – veus (cançó 3) - Mos Def – veus (cançons 5, 12) - Bobby Womack – veus (cançons 5, 15) - De La Soul – veus (cançó 6) - Gruff Rhys – veus (cançó 6) - Yukimi Nagano – veus (cançons 7, 14) - Mark E. Smith – veus (cançó 8) - Lou Reed – veus (cançó 9) - Jason Cox – enginyer - Gorillaz – producció - Jamie Hewlett – art - Howie Weinberg – masterització - Zombie Flesh Eaters – disseny | - Syrian National Orchestra for Arabic Music – orquestra (cançó 3) - sinfonia ViVA – orquestra (cançons 1, 15, 17, 18) - Essam Rafea – director d'orquestra - Andre de Ridder – director d'orquestra - The Purple, The People, The Plastic Eating People – cor - David Coulter – arpa addicional - Hypnotic Brass Ensemble – baix addicional (cançons 2, 12) - Mick Jones – guitarra addicional (cançó 13) - Paul Simonon – baix addicional (cançó 13) - Stephen Sedgwick – programació - Simon Tong – guitarra addicional - Gabriel Manuals Wallace – bateria addicional - Fredrik Wallin – teclat addicional (cançons 7, 14) - Hakan Wirenstrand – teclat addicional (cançons 7, 14) |